# Číhalín
Číhalín (německy Tschichalin, Czihalin) je obcí ležící v okrese Třebíč v jihovýchodní části Kraje Vysočina, asi 7 km severozápadně od města Třebíče. Nadmořská výška obce je 489 metrů nad mořem. Obec patří do správního obvodu obce s rozšířenou působností Třebíč. První zmínka o obci pochází z roku 1556. Žije zde 240 obyvatel.
Sousedními obcemi sídla jsou Okřešice, Červená Lhota, Třebíč, Přibyslavice a Nová Ves.

## Název
Jméno vesnice Čihalín bylo odvozeno od osobního jména Čihala (to od slovesa číhati) a znamenalo "Čihalův majetek". Podle spisovného číhati byla koncem 19. století zavedena podoba Číhalín (v místní mluvě se udržela krátkost první samohlásky).

## Geografie
Číhalínem ze západu na sever prochází silnice z Přibyslavic do Červené Lhoty, ze zastavěné části území obce pak vychází východně silnice, jež vyúsťuje do silnice II/351. Silnice II/351 vede přes východní část území obce ze severu na jih z Čechtína do Račerovic. Z této silnice pak východně vede silnice do Okřešic. Východně ze zastavěné části obce pak vede užitková silnice ke Kratochvílovu mlýnu v údolí Jihlavy. Ve východní části území obce vede z jihu na sever cyklostezka 5214 a přes severozápadní okraj území obce prochází cyklostezka Jihlava–Třebíč–Raabs. Na západním okraji území obce prochází údolím Jihlavy červená turistická trasa. 
Západní část území obce je z větší části užívána zemědělsky, zalesněný je tam jen příkrý svah vrcholu Hajný vedoucí k řece Jihlavě, zalesněné je i údolí Číhalínského potoka vedoucí podél jižní hranice území obce. Východní část území obce je pak zalesněna z větší části, je i víc kopcovitá. 
Na východním okraji území obce asi 0,5 km východně od zastavěného území obce v údolí mezi vrcholy Číhalínský kopec a Zubrca pramení Číhalínský potok, ten pak teče přes zastavěné území obce na západ, protéká přes Rybářský rybník a následně tvoří jižní hranici území obce a u Přibyslavic se vlévá do Jihlavy. Severně od hranic území obce pramení nepojmenovaný potok, který tvoří severní hranici území obce, který se pak u Kratochvílova mlýna vlévá do řeky Jihlavy. Řeka Jihlava pak tvoří západní hranici území obce. 
Území Číhalína leží v nadmořské výšce 425 metrů nad mořem (údolí řeky Jihlavy na západním okraji území obce) až 612 metrů nad mořem (vrchol Zubrca na východním okraji území obce). Území tedy je poměrně kopcovité, zvláštně východní část území je výrazně kopcovitá, nachází se tam vrchol Zubrca (612 m) a Číhalínský kopec (587 m), na severním okraji území obce se nachází kopec Hlíny (559 m) a na západním okraji území obce nad údolím řeky Jihlavy se nachází vrchol Hajný (504 m). Některé z kopců jsou i velmi výrazně čnějící nad okolní krajinu, např. Zubrca oproti okolní krajině vystupuje o téměř 100 metrů. Pod kopcem Hajný se nachází několik skalních útvarů. 
Zastavěné území obce se nachází téměř uprostřed území obce, na jihozápadním okraji území obce se v údolí Číhalínského potoka nachází chatová osada a několik domů, které těsně přiléhají na osadu Podhájí, která se nachází už na území Nové Vsi. Těsně za hranicí území obce na severozápadním okraji se nachází Kratochvílův mlýn. V údolí Jihlavy na severním svahu kopce Hajný se nachází chatová oblast.
Na severozápadním okraji území obce se nachází památné stromy Skupina lip u Vantiberku.

## Historie
První písemná zmínka o Číhalíně pochází z roku 1538, kdy byla vesnice zmíněna v sirotčí knize. Číhalín od prvních zmínek spadal do majetku kláštera v Třebíči a následně velkostatku v Třebíči. V roce 1556 patřila Třebíči včetně Číhalína Pernštejnům, později pak Třebíč patřila Burianu Osovskému z Doubravice, jeho synovi Smilovi a následně Valdštejnům, kteří vlastnili třebíčské panství až do roku 1945.
V Číhalíně žilo několik manských rodů, rod Hejlů, Štávů a později Růžičků, Chlumských a Sochorů. Kolem roku 1700 v obci byl založen rybníček na dolní polovině návsi.
Starostou byl do roku 2014 Stanislav Svoboda, od roku 2014 působí jako starosta František Holub. V roce 1850 zde žilo 282 obyvatel a roku 1991 179 obyvatel.
Do roku 1849 patřil Číhalín do třebíčského panství, od roku 1850 patřil do okresu Jihlava, pak od roku 1855 do okresu Třebíč. Mezi lety 1850 a 1867 patřil Číhalín pod Červenou Lhotu a mezi lety 1980 a 1990 byla obec začleněna pod Čechtín, následně se obec osamostatnila.
| Rok            | 1869 | 1880 | 1890 | 1900 | 1910 | 1921 | 1930 | 1950 | 1961 | 1970 | 1980 | 1991 | 2001 | 2011 | 2021 |
| -------------- | ---- | ---- | ---- | ---- | ---- | ---- | ---- | ---- | ---- | ---- | ---- | ---- | ---- | ---- | ---- |
| Počet obyvatel | 278  | 272  | 265  | 283  | 298  | 318  | 339  | 317  | 350  | 234  | 224  | 179  | 185  | 185  | 221  |
| Počet domů     | 44   | 48   | 49   | 49   | 49   | 52   | 60   | 67   | 65   | 58   | 57   | 63   | 70   | 73   | 79   |

## Politika

### Volby do Poslanecké sněmovny
|       | 2006                | 2010                | 2013                | 2017                | 2021                  |
| ----- | ------------------- | ------------------- | ------------------- | ------------------- | --------------------- |
| 1.    | ČSSD (32,03 %)      | TOP 09 (25,0 %)     | ČSSD (26,15 %)      | ANO (17,82 %)       | SPOLU (34,02 %)       |
| 2.    | KDU-ČSL (24,21 %)   | ČSSD (21,21 %)      | TOP 09 (15,38 %)    | KDU-ČSL (16,27 %)   | Piráti+STAN (15,97 %) |
| 3.    | KSČM (18,75 %)      | KSČM (13,63 %)      | KSČM (15,38 %)      | KSČM (13,17 %)      | ANO (15,97 %)         |
| účast | 84,77 % (128 z 151) | 84,08 % (132 z 157) | 81,76 % (130 z 159) | 81,13 % (129 z 159) | 85,21 % (144 z 169)   |

### Volby do krajského zastupitelstva
|      | 1.                 | 2.                    | 3.                       | účast              |
| ---- | ------------------ | --------------------- | ------------------------ | ------------------ |
| 2000 | KSČM (24,35 %)     | 4KOALICE (21,79 %)    | SNK (15,38 %)            | 57,43 % (85 z 148) |
| 2004 | KDU-ČSL (32,81 %)  | KSČM (20,31 %)        | ČSSD (18,75 %)           | 43,71 % (66 z 151) |
| 2008 | ČSSD (39,13 %)     | KDU-ČSL (19,56 %)     | KSČM (10,86 %)           | 58,49 % (93 z 159) |
| 2012 | KSČM (25 %)        | ČSSD (21,25 %)        | SPOZ (10 %)              | 54,78 % (86 z 157) |
| 2016 | ANO 2011 (20,23 %) | ČSSD (16,66 %)        | KSČM (15,47 %)           | 53,5 % (84 z 157)  |
| 2020 | Piráti (17,24 %)   | STAN+SNK ED (17,24 %) | KDU-ČSL (14,94 %)        | 53,66 % (88 z 164) |
| 2024 | ANO (22,97 %)      | STAN+SNK ED (20,27 %) | ODS+TOP 09+STO (17,56 %) | 43,6 % (75 z 172)  |

### Prezidentské volby
V prvním kole prezidentských voleb v roce 2013 první místo obsadil Miloš Zeman (36 hlasů), druhé místo obsadil Jan Fischer (24 hlasů) a třetí místo obsadil Jiří Dienstbier (22 hlasů). Volební účast byla 77,36 %, tj. 123 ze 159 oprávněných voličů. V druhém kole prezidentských voleb v roce 2013 první místo obsadil Miloš Zeman (78 hlasů) a druhé místo obsadil Karel Schwarzenberg (51 hlasů). Volební účast byla 80,63 %, tj. 129 ze 160 oprávněných voličů.
V prvním kole prezidentských voleb v roce 2018 první místo obsadil Miloš Zeman (45 hlasů), druhé místo obsadil Jiří Drahoš (34 hlasů) a třetí místo obsadil Pavel Fischer (25 hlasů). Volební účast byla 79,62 %, tj. 125 ze 157 oprávněných voličů. V druhém kole prezidentských voleb v roce 2018 první místo obsadil Jiří Drahoš (71 hlasů) a druhé místo obsadil Miloš Zeman (60 hlasů). Volební účast byla 82,91 %, tj. 131 ze 158 oprávněných voličů.
V prvním kole prezidentských voleb v roce 2023 první místo obsadil Petr Pavel (54 hlasů), druhé místo obsadil Andrej Babiš (30 hlasů) a třetí místo obsadila Danuše Nerudová (29 hlasů). Volební účast byla 88,76 %, tj. 158 ze 178 oprávněných voličů. V druhém kole prezidentských voleb v roce 2023 první místo obsadil Petr Pavel (97 hlasů) a druhé místo obsadil Andrej Babiš (53 hlasů). Volební účast byla 85,71 %, tj. 150 ze 175 oprávněných voličů.

## Zajímavosti a pamětihodnosti
- tělovýchovná jednota Sokol založena roku 1922
- sbor dobrovolných hasičů založen roku 1904[27]
- obecná škola zřízena roku 1882, kde byl prvním učitelem Jan Weigner

## Osobnosti
- Jan Svoboda (1909–1945), policista a odbojář

## Galerie

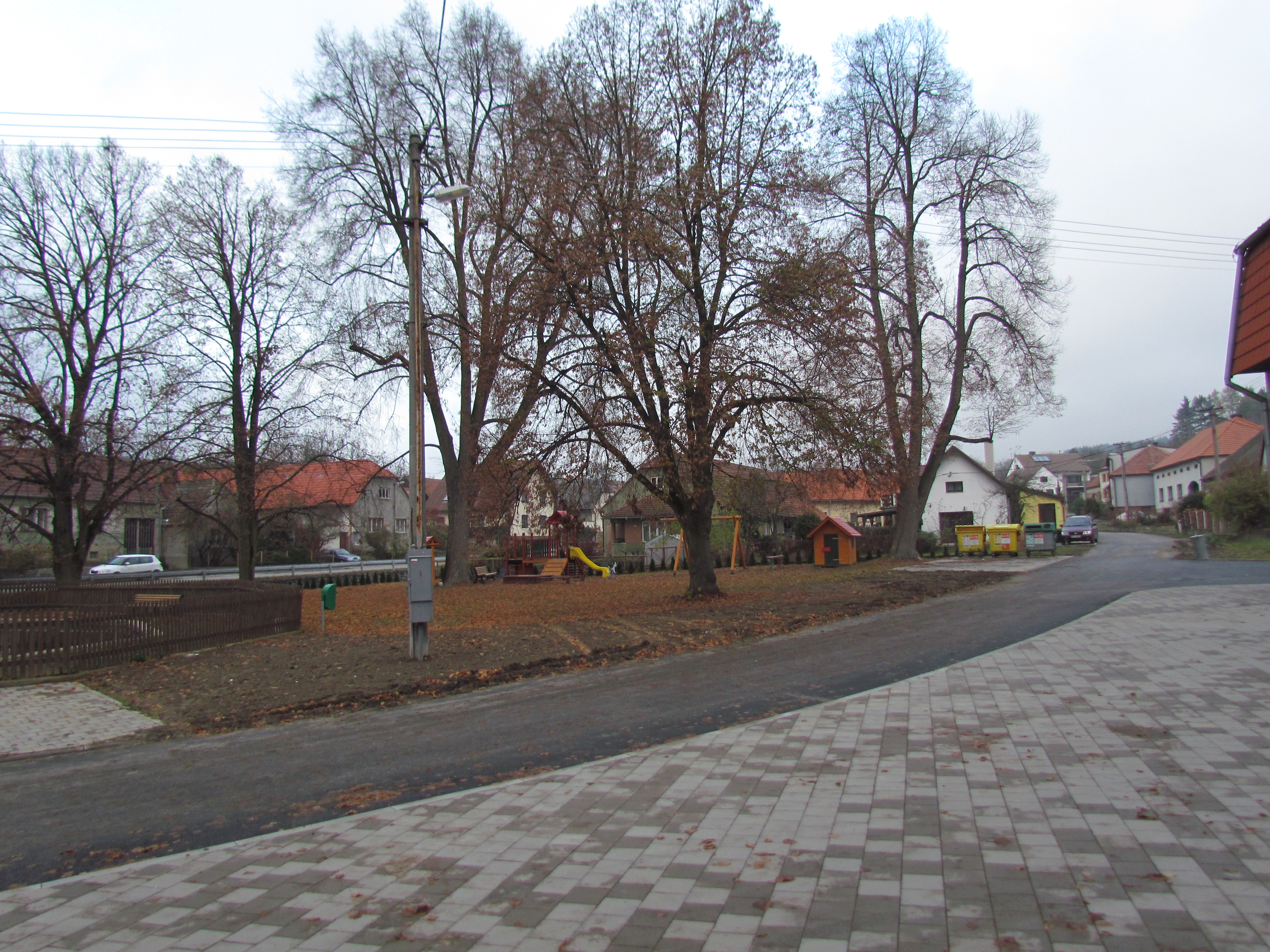
Centrum obce
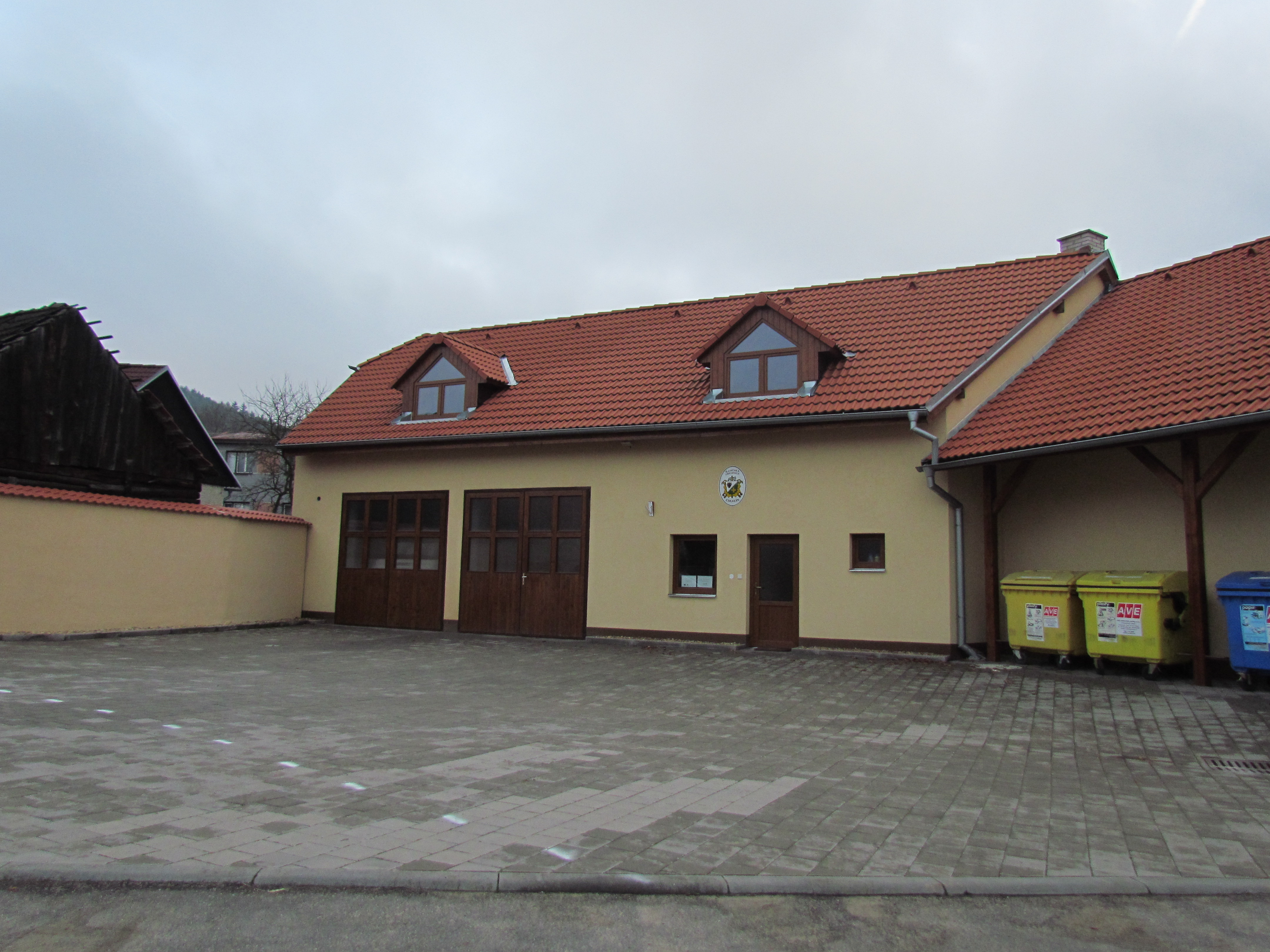
Hasičská zbrojnice
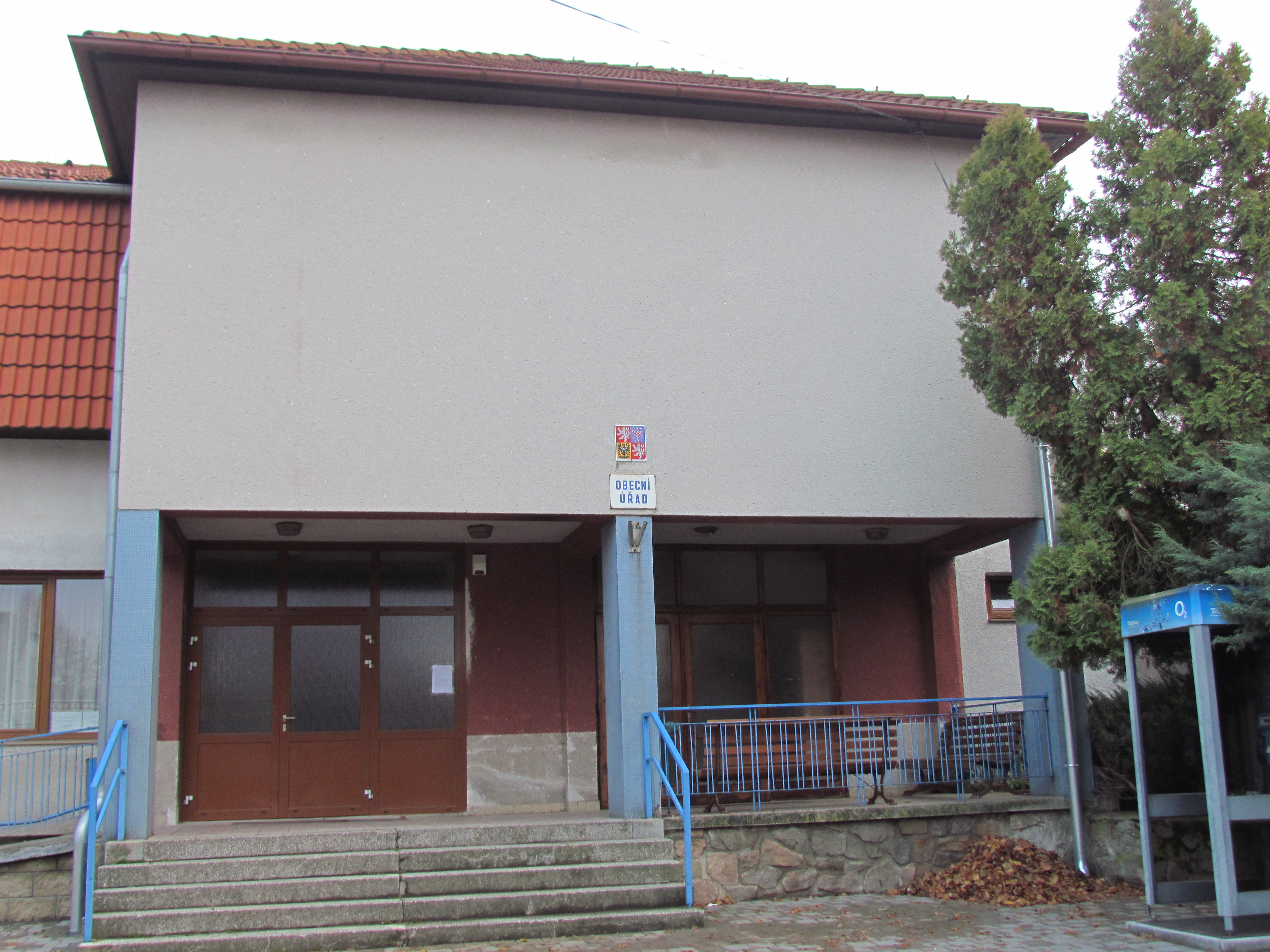
Obecní úřad
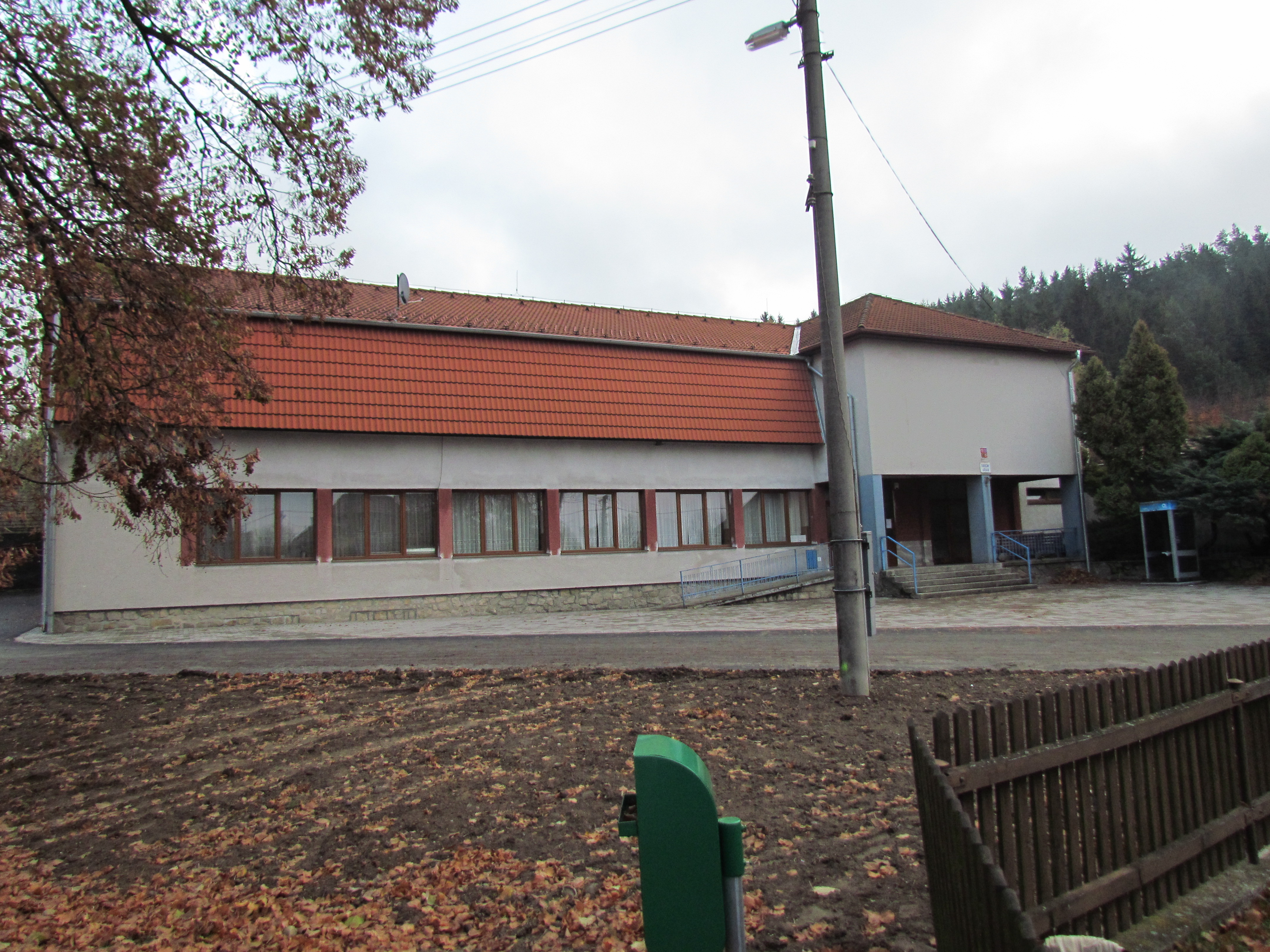
Kulturní dům
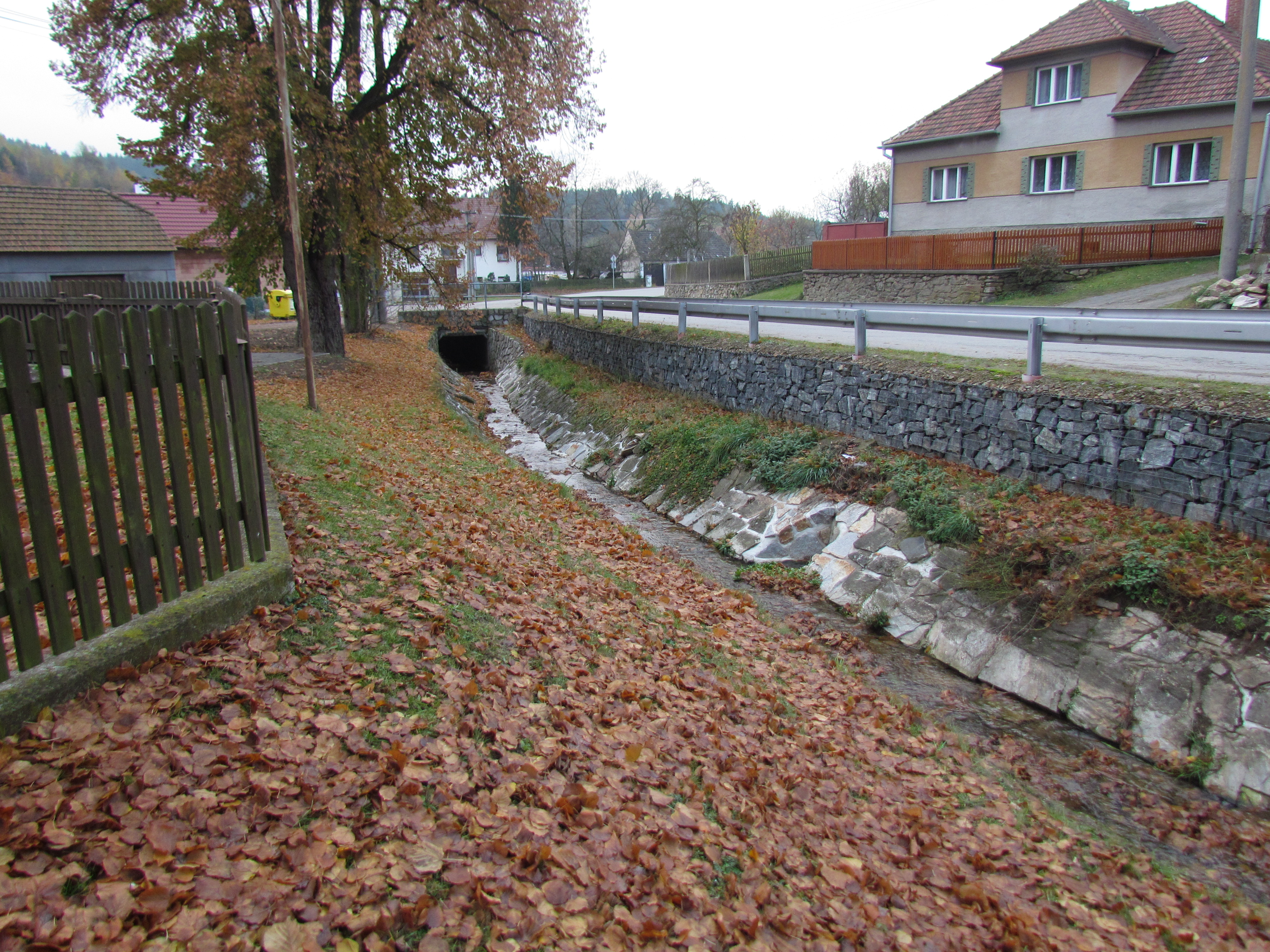
Potok
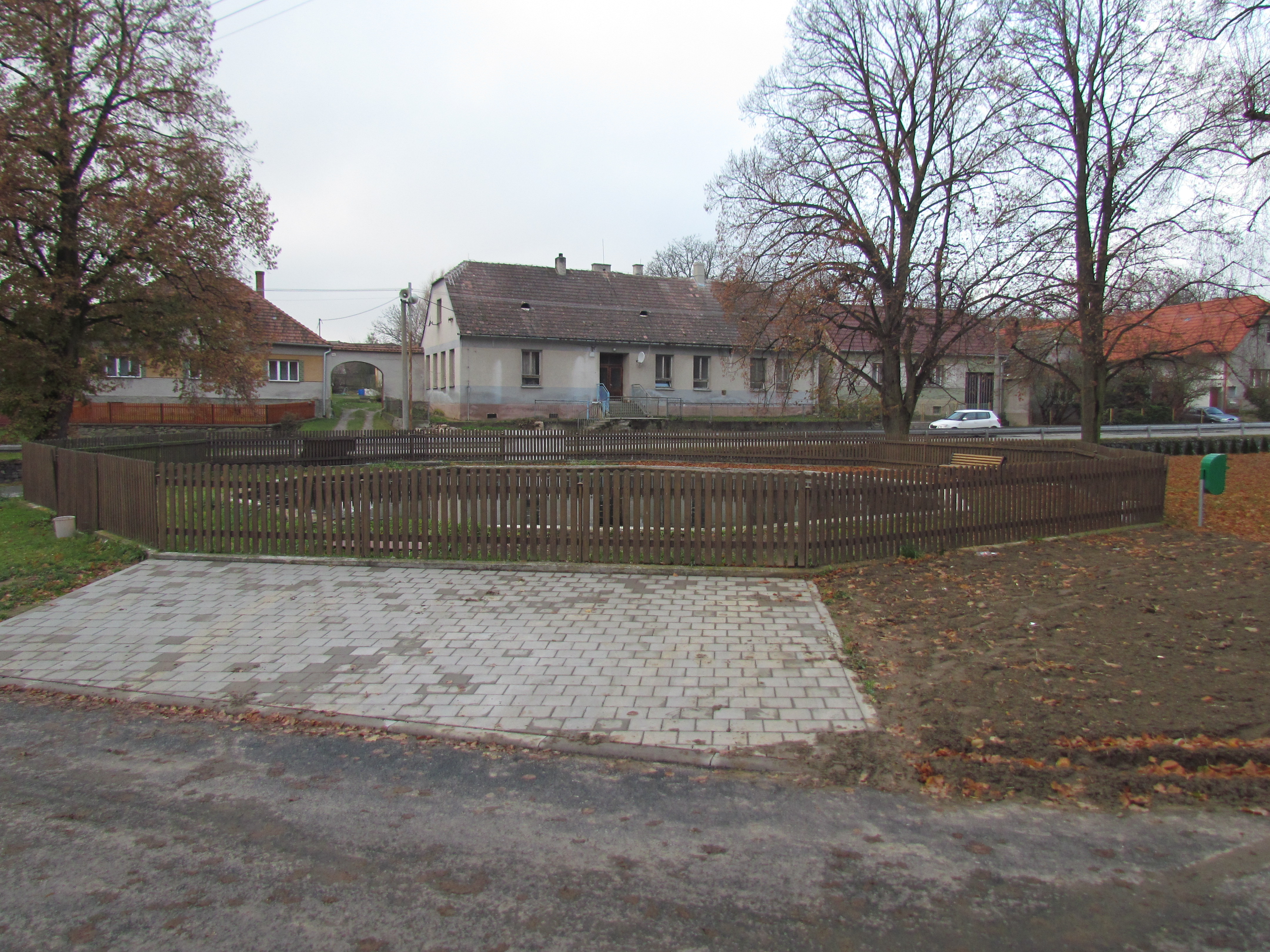
Rybník na návsi